# Gilberto Penayo
Benigno Gilberto Penayo, pseud. Kike (ur. 3 kwietnia 1933, zm. 27 października 2020) – paragwajski piłkarz, napastnik.

## Życiorys
Urodzony w Asunción Penayo w piłkę zaczął grać w młodzieżowych drużynach kierowanych przez Salezjan. Karierę piłkarską zamierzał rozpocząć w klubie Club Libertad, jednak nie został tam przyjęty. Skorzystał więc z innej oferty i w 1951 roku podpisał kontrakt z klubem Club Sol de América.
Jako gracz klubu Sol de América był w kadrze reprezentacji podczas finałów mistrzostw świata w 1958 roku, gdzie Paragwaj, pomimo bardzo dobrej postawy, odpadł już w fazie grupowej. Penayo nie zagrał w żadnym meczu.
Wkrótce po finałach mistrzostw świata przeszedł do klubu Cerro Porteño. Rok później, jako gracz klubu Cerro Porteño, wziął udział w turnieju Copa América 1959, gdzie Paragwaj zajął trzecie miejsce. Penayo zagrał w trzech meczach – z Chile (zmienił na boisku Ildefonso Sanabrię), Boliwią (wszedł za Ildefonso Sanabrię) i Peru (w trakcie meczu zmienił go Silvio Parodi).
W 1960 roku zdobył dla Cerro Porteño 18 goli, dzięki czemu został królem strzelców pierwszej ligi paragwajskiej. Następnie w 1961 i 1963 roku razem z Cerro Porteño zdobył tytuł mistrza Paragwaju. W 1964 roku podpisał kontrakt z klubem Silvio Pettirossi Asunción, gdzie w 1965 roku zakończył karierę piłkarską.
W reprezentacji Paragwaju Penayo rozegrał łącznie 5 meczów.